# Red Bull Racing RB20
O Red Bull Racing RB20 é o modelo de carro construído e utilizado pela Red Bull Racing para a disputa do Campeonato Mundial de Fórmula 1 de 2024, pilotado por Max Verstappen em sua nona temporada na equipe, e por Sergio Pérez, na sua quarta e última temporada pela RBR, com o reserva Isack Hadjar conduzindo o bólido nos treinos livres da Grã-Bretanha e de Abu Dhabi.

## Histórico competitivo
O carro foi revelado na fábrica da equipe, em Milton Keynes, em 15 de fevereiro de 2024, em um evento transmitido no canal oficial da Red Bull no Youtube.
Após os testes de pré-temporada em Sakhir, no Circuito Internacional do Barém, o atual campeão Max Verstappen se disse "satisfeito" com as características do carro. A Red Bull, que liderou apenas o primeiro dia de testes, optou por não focar nos tempos de volta.
A estreia competitiva do RB20 se deu no Grande Prêmio do Barém, com Max Verstappen fazendo a pole, a volta mais rápida e vencendo a prova, no que foi o quinto Grand Chelem da sua carreira, e com Sergio Pérez em segundo, formando dobradinha para a Red Bull. Na Austrália, um problema nos freios fez com que Verstappen abandonasse a prova, sendo a primeira vez que isso acontecia desde 2022. Apesar disso, o carro se mostrava dominante, com Verstappen vencendo sete das dez primeiras provas do ano, e fazendo sete poles nas sete primeiras corridas da temporada.
Mas a Red Bull viu diversos funcionários importantes deixarem a equipe ao longo do ano, com o destaque sendo o projetista Adrian Newey, que estava na equipe austríaca desde 2005, ano da primeira temporada da RBR na F1. E a equipe começou a perder rendimento ao longo da temporada, com Verstappen iniciando um jejum de vitórias que só terminou no chuvoso GP de São Paulo. Mesmo assim, Verstappen conseguiu se manter na liderança até o final da temporada, para se tornar tetracampeão mundial. Com o RB20, a Red Bull obteve nove vitórias, todas de Verstappen, e dezoito pódios, com catorze destes sendo do neerlandês. A equipe somou 589 pontos, ficando em terceiro no mundial de construtores. Foi a primeira derrota da Red Bull desde 2021.

## Pinturas

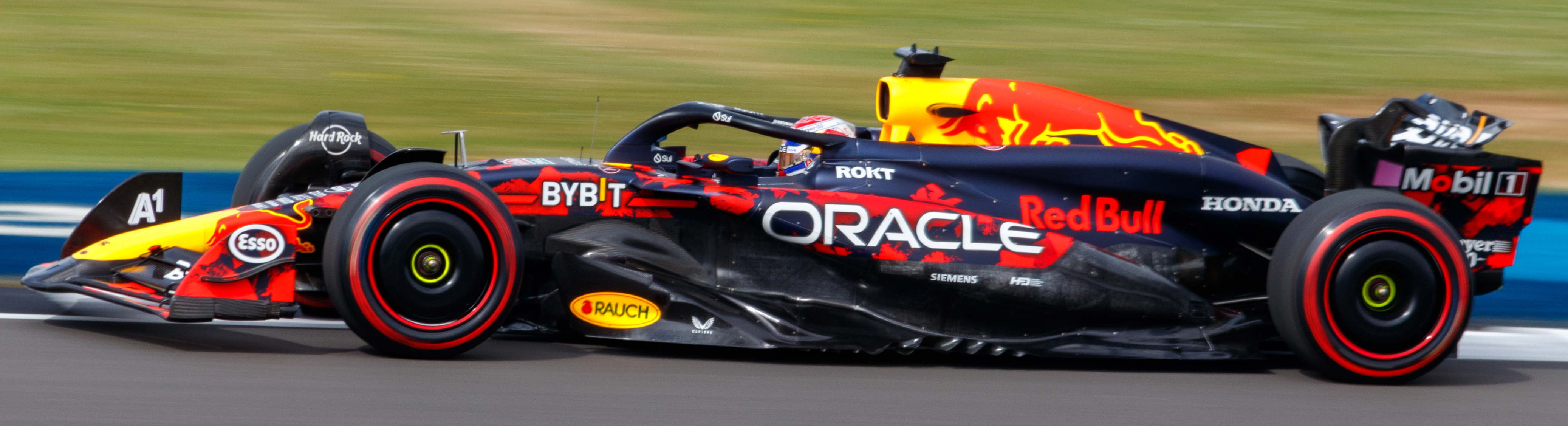
Max Verstappen guiando o RB20 com a pintura especial do GP da Grã-Bretanha de 2024

Em março de 2024, a Red Bull anunciou o REBL CUSTMS, uma competição de pintura de design de fãs para o RB20. Os designs vencedores seriam usados no carro em três corridas: os Grandes Prêmios da Grã-Bretanha, Singapura e Estados Unidos.

Durante o Grande Prêmio da Grã-Bretanha, a equipe utilizou a primeira das pinturas especiais. O design foi descrito como "Stallion Red" e foi projetado por Chalaj Suvanish da Tailândia. Mas antes do Grande Prêmio de Singapura, a Red Bull anunciou que não usaria mais a pintura projetada por fãs para essa prova e a dos Estados Unidos, citando problemas de peso e de desempenho como as principais razões.